# Petr I. Karađorđević
Petr I. Karađorđević (srbsky v cyrilici Петар I Карађорђевић, v latince Petar I. Karađorđević; 11. červenec 1844, Bělehrad, Srbské knížectví – 16. srpen 1921, tamtéž) byl král Srbska v letech 1904–1918. Od roku 1918 až do své smrti v roce 1921 králem Království Srbů, Chorvatů a Slovinců (od roku 1929 nazývané Království Jugoslávie). Byl z dynastie Karađorđevićů.

## Biografie

### Mládí
Jeho otcem byl srbský kníže Alexandr Karađorđević a matkou kněžna Persida Nenadovićová. Následníkem trůnu se stal teprve po předčasné smrti svých dvou starších bratrů. Jeho soukromým učitelem byl Čech Vilém Gabler, který ho učil v letech 1852–1854. Po abdikaci svého otce a návratu dynastie Obrenovićů na srbský trůn studoval ve Švýcarsku, od roku 1861 potom na Collège Sainte-Barbe v Paříži. Nakonec nastoupil na vojenskou akademii v Saint-Cyr, kde studoval do roku 1864. V Paříži se také věnoval fotografování a malířství.[zdroj?]

### Vojenská kariéra

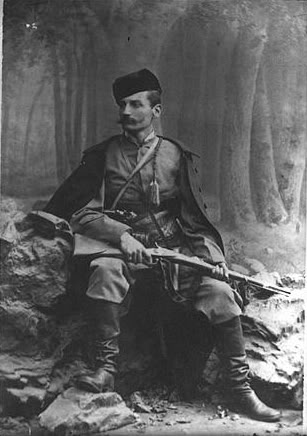
Petar Karađorđević jako Petar Mrkonjić v roce 1875.

Sám Petr se do vlasti vrátit nesměl, neboť v roce 1868 přijala srbská Skupština zákon, který zakázal návrat dynastie Karađorđevićů do vlasti.[zdroj?] V roce 1870 vstoupil Petr do cizinecké legie a s ní bojoval na řadě míst světa. Bojoval také v prusko-francouzské válce; za statečnost v boji získal Řád čestné legie, byl však nedlouho poté zajat pruskou armádou.
V roce 1875 bojoval pod falešným jménem Petar Mrkonjić v hercegovském povstání. Místní obyvatelstvo jej však příliš nepřijalo. O jeho aktivitách v Bosně se dozvěděl královský dvůr v Bělehradě. Král se obával, že přítomnost Petra v blízkém sousedství povede k povstání, které se rozšíří do Srbska a ohrozí pozici Obrenovićů na srbském trůně. Petr následně z obav, že by srbský král vyslal špiony, kteří by se ho pokusili zavraždit, odcestoval do Rakousko-Uherska, kde však byl velmi rychle zajat. Podařilo se mu však ze zajetí uprchnout a vrátit se zpět do Bosny. Následující povstání v okolí města Topola mu bylo také připsáno, nicméně sám Petr se na něm nepodílel. I přesto však byl obviněn za špionáž ve prospěch Turecka a odsouzen; Petr se pokusil ze Srbska následně uprchnout, v horách v blízkosti dnešní soutěsky Železná vrata se však ztratil a musel se dlouhou dobu ukrývat, než pronikl přes Dunaj na rakouské území.
Politicky začal být aktivní po roce 1877. Nakonec získal Petr vysoké hodnosti ve francouzské armádě a byl od roku 1883 ženat s dcerou černohorského knížete a později krále Nikoly – Zorkou. S ní měl celkem pět dětí; dcery Jelenu a Milenu (Milena zemřela v mladém věku), syny Jiřího (Đorđe), Alexandra a Andrije (ten zemřel rovněž v mladém věku). Petrova žena Ljubica zemřela v roce 1890 právě při porodu [zdroj?] Andrije. Po krátkém pobytu v Paříži se rodina Karađorđevićů přestěhovala do černohorského hlavního města Cetinje, kde společně prožili deset let. Z finančních důvodů musel Petr prodat svůj pařížský dům [zdroj?] v roce 1894.
V roce 1897 odešel Petr do Ruska, kde jej přijal car Mikuláš II. Po následující tři roky se Petr pokoušel dohodnout s tehdejším srbským králem Alexandrem Obrenovićem, aby byl uznán jeho knížecí titul a získán dříve konfiskovaný majetek.[zdroj?] Veškerá jednání však probíhala neúspěšně.

### Nástup na trůn

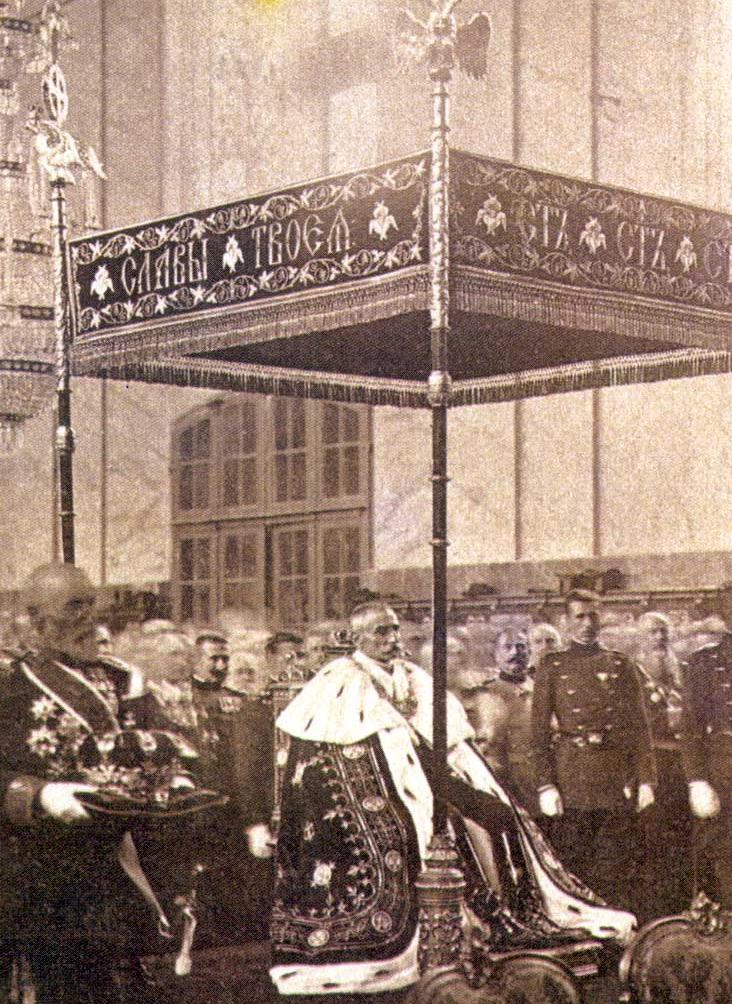
Korunovace králem.

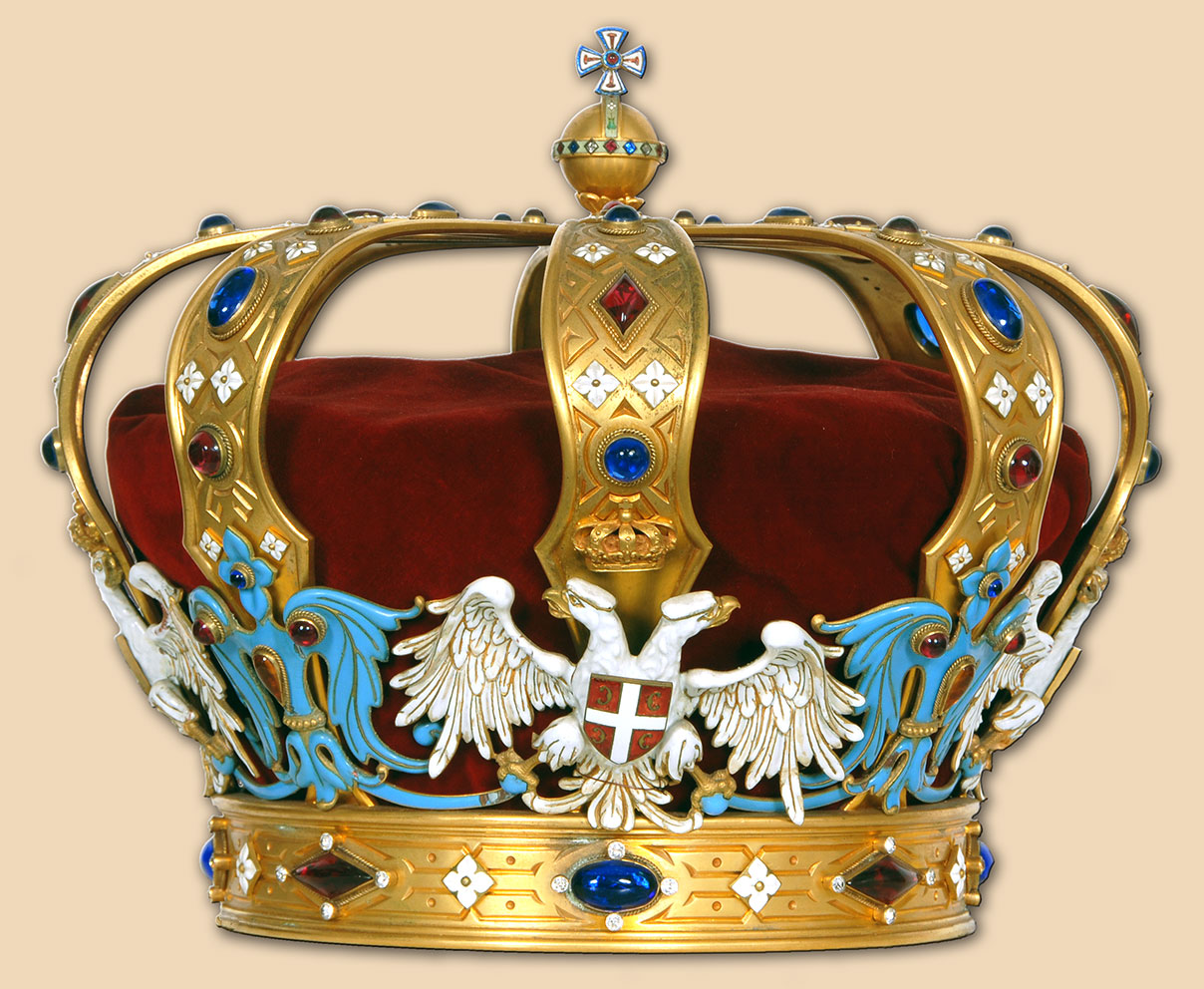
Královská koruna Karadjordjevićů

Srbská armáda provedla v zemi v roce 1903 převrat, jehož součástí bylo i zavraždění posledního panovníka z dynastie Obrenovićů. Následně byl Petr pozván do Srbska a parlament jej zvolil dle 2./15. června 1903 králem. Po nástupu na trůn byl Petr korunován 21. září 1904 v Bělehradské katedrále svatého archanděla Michaela, tradičním místem korunovace [zdroj?] srbských panovníků.
Král Petr prosazoval myšlenku sjednocení jižních Slovanů. Na jeho zahraniční cestě do Vídně byl přivítán jihoslovanskými studenty slovinské, chorvatské i srbské národnosti, kteří jej vítali se slovy Ať žije jihoslovanský král.
Na rozdíl od svých předchůdců Petr nevládl autoritářsky, ale obnovil v zemi parlamentní demokracii a respektoval ústavu. Za jeho panování Srbsko zažívalo velký hospodářský a kulturní rozkvět. Ve společnosti zavládla atmosféra změny. I přesto ale zemi tížily mnohé spory, hlavně s Bulharskem, se kterým Srbsko svedlo válku v polovině 80. let 19. století. Politická reprezentace byla po převratu rozdělená. Po krizi v roce 1908, kterou vyvolala anexe Bosny a Hercegoviny Rakousko-Uherskem, se navíc největší soused Srbska stal jeho otevřeným protivníkem.

## Balkánské války a sjednocení jižních Slovanů
V první balkánské válce se podařilo srbské armádě pod velením Petra I. získat území, která dosud patřila Turecku. Území státu se téměř zdvojnásobilo a jeho prestiž v zahraničí podstatným způsobem vzrostla. Vedení bojů se však podepsalo na Petrově zdraví.
Před vypuknutím první světové války přitlačila organizace Černá ruka, která měla své sympatizanty v armádě, na krále, aby vyhlásil demisi vlády Nikoly Pašiće, kterou však později nakonec stáhl. 24. června 1914 převedl některé své pravomoci na svého syna Aleksandra. O měsíc později válka vypukla a Petr se o konfliktu dozvěděl při svém pobytu ve městě Vranjska Banja. Odsud odešel na vzniklou frontu na severní hranici země. Na frontových liniích se však objevoval jen sporadicky, především ve snaze podpořit v prvním roce války srbské vojsko. Většinu času trávil kvůli svému špatnému zdraví v lázních na jihu Srbska. Po roce 1915, kdy se srbská fronta zcela zhroutila a Rakousko-Uhersko obsadilo celé srbské území, se Petr stáhl s armádou přes Albánii na ostrov Korfu, kde zůstal až do konce konfliktu.
Po prolomení Soluňské fronty a konci první světové války zůstal Petr I. v zahraničí. Domů se vrátil až v červenci 1919. Nyní již nebyl Král Srbska, ale Král Srbů, Chorvatů a Slovinců.
Petr I. zemřel v roce 1921 ve věku 77 let. Pochován byl v blízkosti města Topola v centrálním Srbsku, kde byli pohřbeni i jeho předchůdci ze stejné dynastie. Na jeho místo nastoupil jeho mladší syn Alexandr I. Karađorđević. Po své smrti byl v Království Srbů, Chorvatů a Slovinců nazýván jako Král osvoboditel. Některá města na území nového státu byla přejmenována na jeho počest, např. Mrkonjić Grad podle Petrovy přezdívky v Hercegovském povstání, dnešní Zrenjanin nesl název Petrovgrad až do roku 1941 a v Černé Hoře nesl Petrovo jméno Petrovac na Moru. Meštrovićův pavilon v Záhřebu byl otevřen v 30. letech jako pavilon Krále osvoboditele. Přestože po vzniku socialistické Jugoslávie byli srbští králové systematicky odstraňováni z veřejného povědomí,[zdroj?] po roce 1990 byly na území Srbska a Černé Hory [zdroj?] obnoveny některé památníky krále Petra.